# Ostsibirien-Reederei
Die Ostsibirien-Reederei (volle amtliche Bezeichnung russisch Открытое акционерное общество Восточно-Сибирское речное пароходство, Kurzform: ОАО «ВСРП»; deutsch Offene Aktiengesellschaft „Ostsibirien-Flussreederei“, kurz OAO WSRP) ist eine Flussreederei mit Sitz in Irkutsk an der Angara in Russland. Sie gehört seit 2001 zur Unternehmensgruppe Istlend (russ. Истлэнд) (vom englischen EastLand).

## Geschichte und Tätigkeit

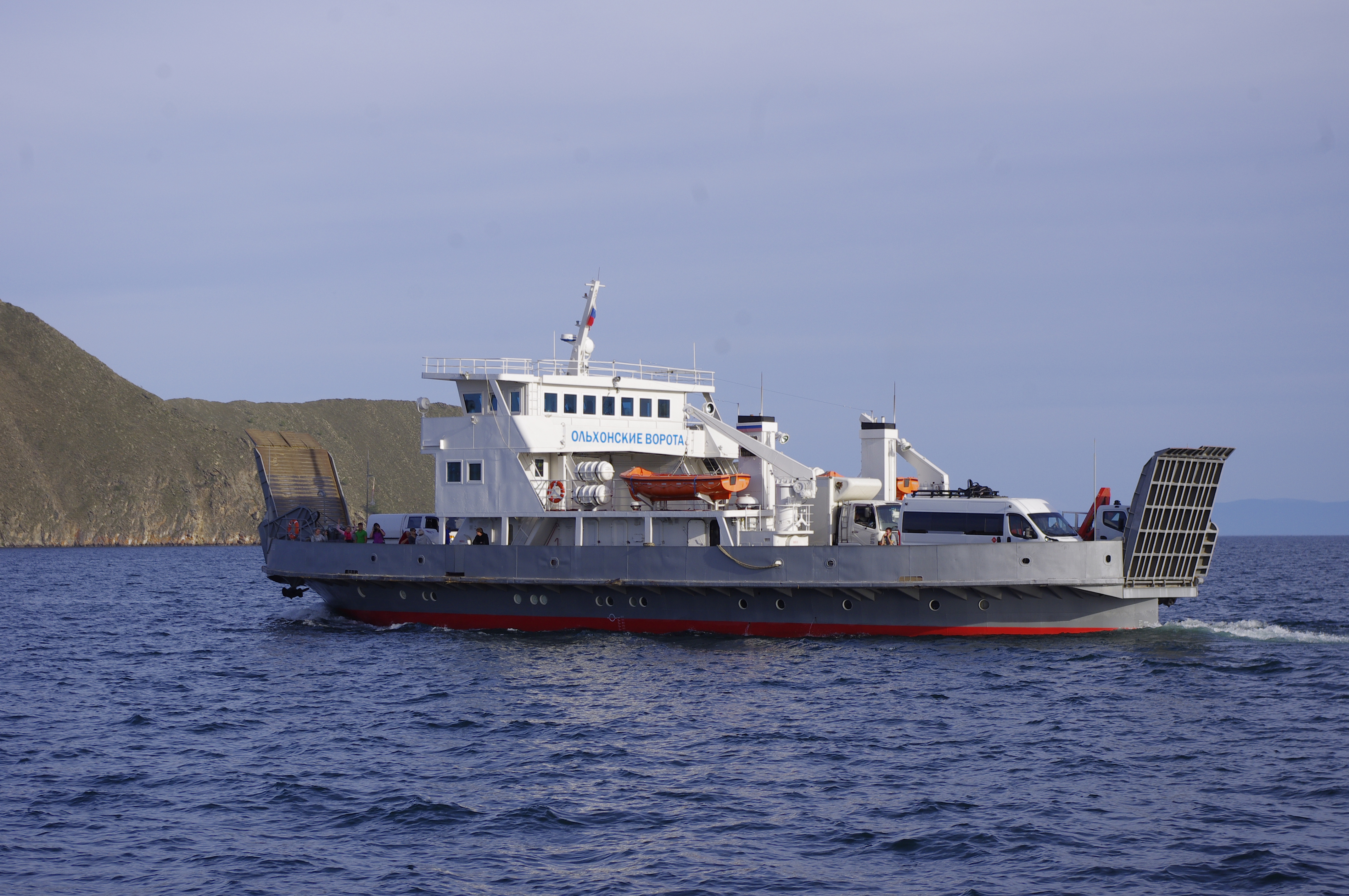
Die Fähre Olchonskije Worota auf dem Weg nach Olchon, 2013

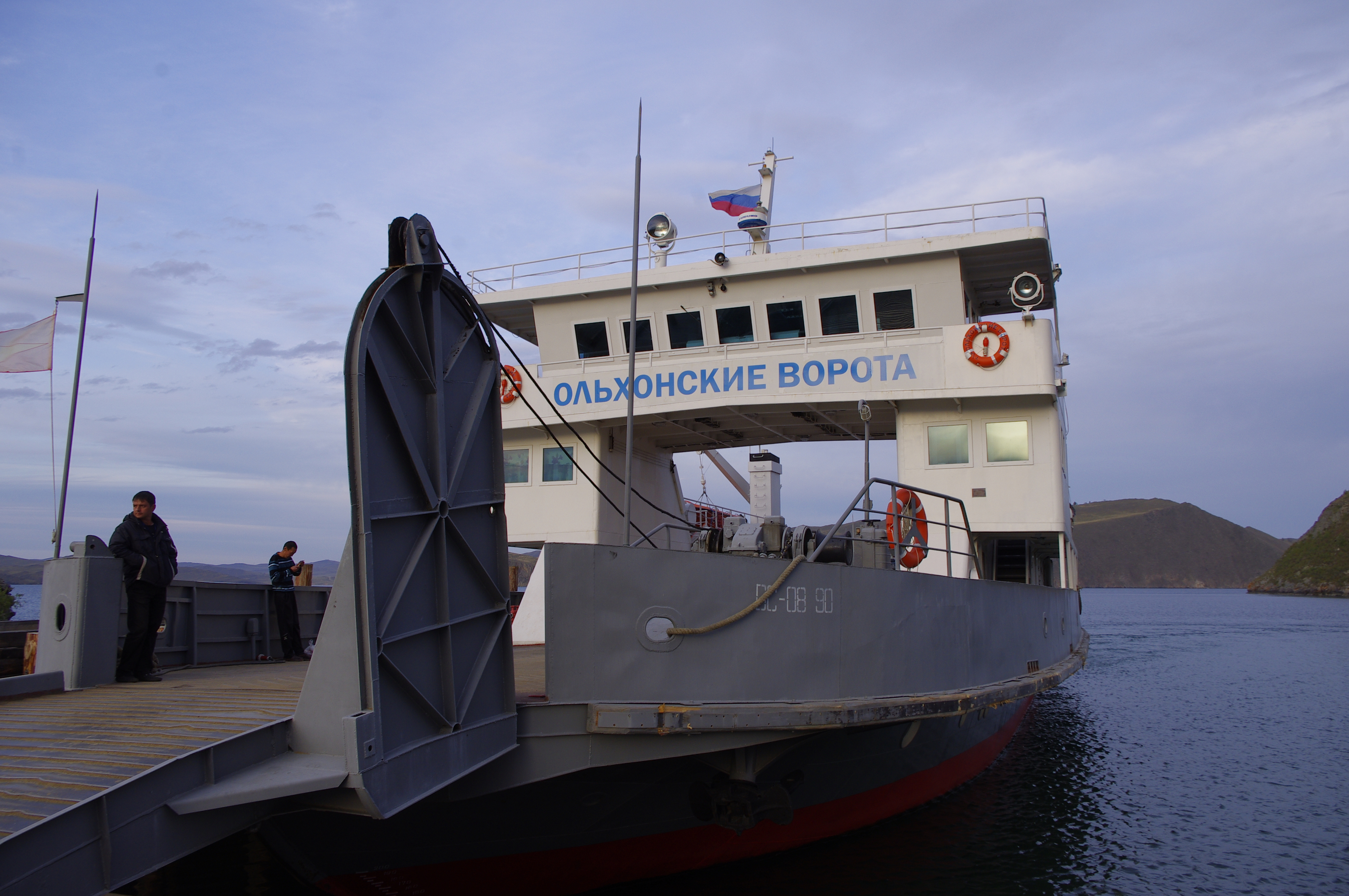
Die Olchonskije Worota beim Beladen, 2013

Die Ostsibirien-Reederei wurde am 17. August 1885 vom russischen Geschäftsmann Alexander Michailowitsch Sibirjakow gegründet.
Die Ostsibirien-Reederei verwirklicht Güter- und Personenbeförderungen zu Wasser in der Oblast Irkutsk und in der Republik Burjatien. Sie ist die größte Reederei in Ostsibirien, die älteste Schifffahrtsgesellschaft Sibiriens und Hauptgüterbeförderer auf dem Baikalsee, der Selenga und der Angara. Die Oblast Irkutsk ist gewässerreich, weswegen viele Fähren in Betrieb sind, von denen die größten zur Ostsibirien-Reederei gehören und auf der Insel Olchon, in Listwjanka, in Balagansk und Swirsk stationiert sind.
Pro Saison werden etwa eine halbe Million Menschen transportiert. In der Stadt Irkutsk betreibt die Gesellschaft zwei Schiffsanleger, „Raketa“ und „Gagarin“, wobei sich der erste im Wohnviertel Solnetschny am Ufer der Tschertugeewsky-Bucht befindet und Ausgangspunkt aller Fahrten der Gesellschaft auf der Angara und dem Baikalsee ist.

## Flotte

### Kreuzfahrtschiffe
- Nikolai Jeroschtschenko (ex. Schlepper Sevan, umgebaut 2003),[3] Projekt R-18A/7635[4]
- Imperija (ex. Schlepper Balchasch, umgebaut 2007), Projekt R-18A/224[5]
- Aleksandr Wampilow
- Saisan (Projekt R-18)[6]
- I. Babuschkin

### Fähren
- Doroschnik
- Olchonskije Worota

Die Fähren werden auf dem Baikalsee auf den Strecken Siedlung MRS-Olchon, Listwjanka – Port Baikal, Balagansk-Igshei und Swirsk-Kamenka eingesetzt.